# Тимянкі-Адами
Тимянкі-Адами (пол. Tymianki-Adamy) — село в Польщі, у гміні Боґути-П'янки Островського повіту Мазовецького воєводства.
Населення — 115 осіб (2011).
У 1975-1998 роках село належало до Ломжинського воєводства.

## Демографія
Демографічна структура станом на 31 березня 2011 року:
|          | Загалом | Допрацездатний вік | Працездатний вік | Постпрацездатний вік |
| -------- | ------- | ------------------ | ---------------- | -------------------- |
| Чоловіки | 59      | 15                 | 33               | 11                   |
| Жінки    | 56      | 15                 | 24               | 17                   |
| Разом    | 115     | 30                 | 57               | 28                   |